# Ana III Guterres
Ana III Guterres, född okänt år, död 1767, var en afrikansk monark, drottning av kungariket Matamba och kungariket Ndongo från 1758 till 1767. 
Hon var dotter till Ana II Guterres och syster till Verónica II Guterres. Hon hade två döttrar, Kamana och Murili. Hon besteg 1758 tronen genom en kupp sedan hon störtat och avrättat sin syster genom halshuggning. 
Ana III blev år 1767 dödad av sin brorson/systerson Francisco II Kalwete ka Mbandi, vilket utlöste en långvarig tronstrid och splittring. Hennes döttrar flydde efter hennes död till Kidonaöarna i Kwanza, där Kamana upprättade ett kungadöme i Jinga och förgäves bad om Portugals stöd att återta tronen: de två monarkerna delade formellt upp riket omkring år 1800, och Kamana blev drottning i det lilla kungariket Jinga. Kungariket enades inte igen förrän under Ana III:s dotterson och Kamanas son Ndala Kamana 1810.
Barn
- Kamana av Jinga (d. 1810)
- Prinsessan Murili